# Acanthastrea hemprichii
Acanthastrea hemprichii är en korallart som först beskrevs av Ehrenberg 1834.  Acanthastrea hemprichii ingår i släktet Acanthastrea och familjen Mussidae. IUCN kategoriserar arten globalt som sårbar. Inga underarter finns listade i Catalogue of Life.